# Austrochloritis brevipila
Austrochloritis brevipila är en snäckart som först beskrevs av Ludwig Pfeiffer 1849.  Austrochloritis brevipila ingår i släktet Austrochloritis och familjen Camaenidae. Inga underarter finns listade i Catalogue of Life.